# Риваденейра, Адольфо
Адольфо Риваденейра (исп. Adolfo Rivadeneyra; 10 апреля 1841, Сантьяго, Чили — 5 февраля 1882, Мадрид, Испания) — испанский  дипломат, востоковед, путешественник и редактор.

## Биография
Сын известного типографа и издателя Мануэля Риваденейра. Начал свою дипломатическую карьеру в Бейруте в качестве многоязычного переводчика (он свободно говорил на английском, французском, итальянском, немецком, персидском, турецком и нескольких диалектов арабского языка), стал исполняющим обязанности консула в Иерусалиме, вице-консулом на Цейлоне, в Дамаске и Тегеране, а затем был консулом в Могадоре и Сингапуре, где он закончил свою карьеру на дипломатической службе в 1879 году.
Играл активную роль в испанском культурном сообществе своего времени. Был избран в Королевскую Академию истории и назначен секретарем географического общества Мадрида. В Дамаске, с помощью своего учителя и друга Франсиско Гарсиа Аюсо, изучал аккадский язык. Адольфо Риваденир продолжал работу над изданием многотомной «Библиотеки испанских авторов», начатой его отцом. Кроме того, в нескольких книгах описал свои многочисленные путешествия по всему Востоку.

## Работы
- Viaje de Ceylan a Damasco. Golfo Pérsico. Mesopotamia. Ruinas de Babilonia, Nínive y Palmira, Madrid, 1871.
- Viaje al interior de Persia, Madrid, Imprenta y Esterotipia de Aribau y Cª (Sucesores de Rivadeneyra), 3 tomos, 1880.